# Benet
Benet település Franciaországban, Vendée megyében. Lakosainak száma 4059 fő (2022. január 1.). Benet Saint-Pompain, Coulon, Saint-Rémy, Le Vanneau-Irleau, Villiers-en-Plaine, Bouillé-Courdault, Liez, Le Mazeau, Saint-Sigismond és Rives-d’Autise községekkel határos.

## Népesség
A település népességének változása:
| Lakosok száma | 3930 | 4007 | 4106 | 4011 | 3992 | 4014 | 4047 | 4059 | 4059 |
|               | 2013 | 2015 | 2016 | 2017 | 2018 | 2019 | 2020 | 2021 | 2022 |